# Manosa-6-fosfato isomerasa
La manosa-6-fosfato isomerasa (MPI), conocida alternativamente como fosfomanosa isomerasa (PMI) (EC 5.3.1.8) es una enzima que facilita la interconversión de la fructosa-6-fosfato (F6P) en manosa-6-fosfato (M6P). La manosa-6-fosfato isomerasa puede también facilitar la síntesis de GDP-manosa en los organismos eucariotas. La M6P puede ser convertida en F6P por medio de la manosa-6-fosfato isomerasa, y subsecuentemente utilizar esta F6P en diversas rutas metabólicas, incluyendo la glicólisis y la biosíntesis de polisacáridos capsulares. La PMI es una enzima monomérica y es metalodependiente de cinc el cual funciona como cofactor ligando. La PMI resulta inhibida por eritrosa 4-fosfato, manitol 1-fosfato, y en menor medida, por el anómero alfa de la M6P.

## Mecanismo

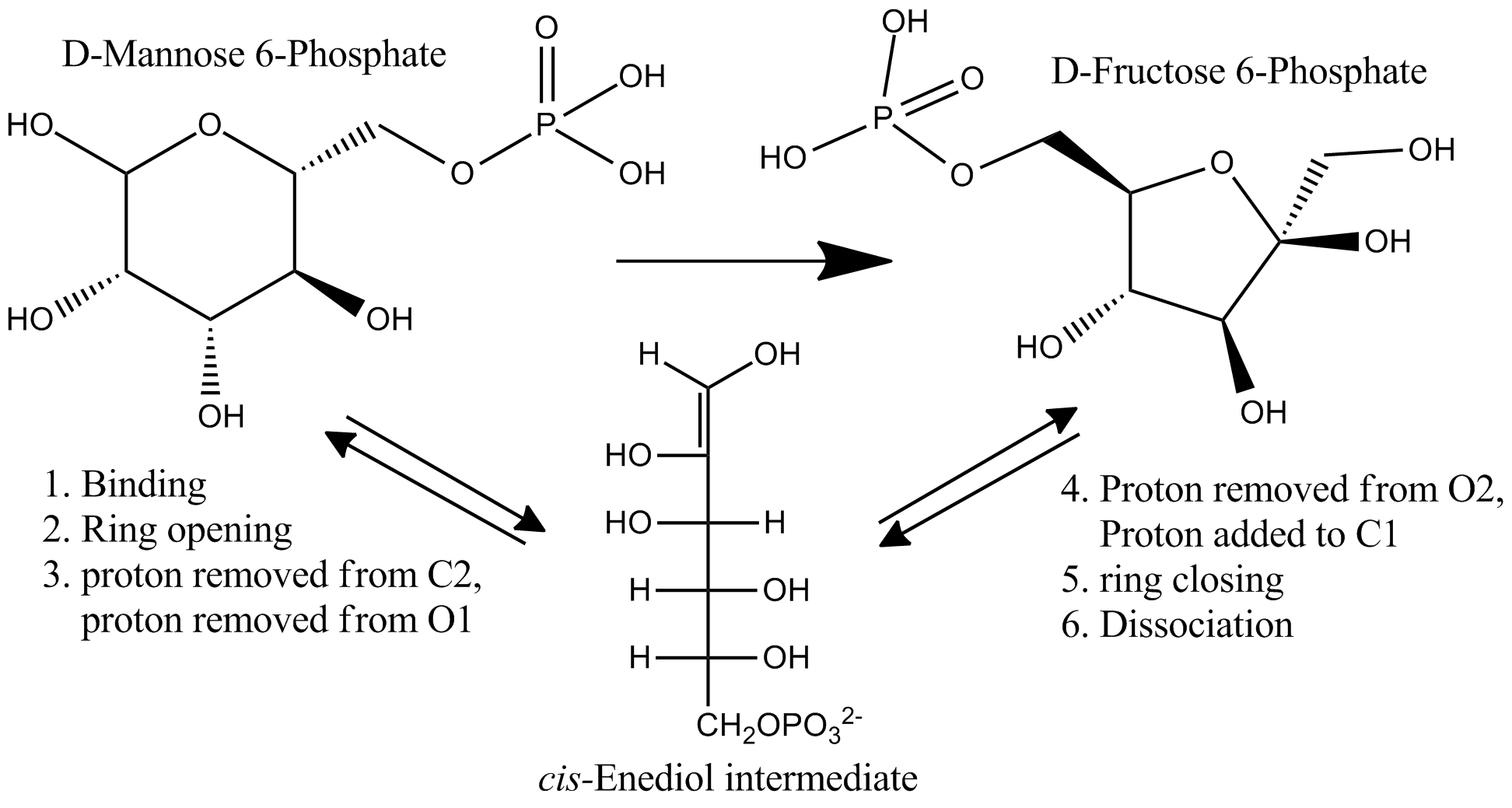
Mecanismo grueso mostrando el intermediario cis-enodiol

La MPI es capaz de convertir una aldosa (manosa) en una cetosa (fructosa), en adición de ser capaz de abrir y cerrar los anillos de estos azúcares. Se ha sugerido un mecanismo en humanos que involucra la transferencia de un hidrógeno entre C1 y C2, mediado por la tirosina Tyr278, y el movimiento de un protón de O1 a O2, mediado por el ion Zn2+
 asociado. El paso de apertura del anillo podría ser catalizado por la His99 y Asp270, y la isomerización es probablemente llevada a cabo por un mecanismo cis-enodiol. Una descripción detallada del mecanismo de la fosfomanosa isomerasa puede encontrarse en un trabajo del año 1968 escrito por Robert W. Gracy y Ernst A. Noltmann, publicado en la revista JBC (ver la referencia)
La PMI muestra un alto grado de selectividad por el anómero beta de la M6P, mientras que el anómero alfa no tiene actividad, y puede, de hecho, actuar como inhibidor. La fosfoglucosa isomerasa (PGI) posee una función muy similar a la de la PMI, (ya que cataliza la conversión de glucosa 6-fosfato en F6P) sin embargo la PGI es capaz de anomerizar la G6P alfa y beta, pudiendo además catalizar la conversión de M6P alfa a M6P beta, mientras que la PMI no es capaz de anomerizar la M6P. Es muy probable que el intermediario cis-enodiol formado por la PMI sea el mismo intermediario formado por la PGI.

## Estructura
La MPI se encuentra formada por 440 residuos aminoacídicos, con un único sitio activo y un único ion cinc actuando como ligando. Los aminoácidos Gln 113A, Glu 138A, His 285A, y Hoh 798A, se encuentran involucrados en la coordinación del ion cinc. La estructura difiere de la fosfoglucosa isomerasa en un residuo de treonina (Thr291) el cual crea un espacio extra en el sitio activo de la PMI permitiendo acomodar la diferente estereoquímica de la M6P. Este espacio extra creado pr la treonina, permite la rotación del enlace C2-C3, lo cual a su vez permite que se forme el obligado compuesto de transición cis-enodiol. Debido a que la manosa y la glucosa son estereoisómeros en C2, lo cual es crucial para el mecanismo de ambas enzimas, la PMI debe tener un espacio extra para permitir la rotación de la manosa para que se pueda formar el compuesto intermedio cis-enodiol, el cual es el mismo que se forma en la fosfoglucosa isomerasa.

## Importancia biológica
La PMI desempeña importantes contribuciones a rutas metabólicas muy necesarias. Permite que las células transformen la M6P en F6P, la cual puede ingresar en la vía de la glicólisis. También permiten que las céluals conviertan F6P en M6P, que es un identificador celular muy común para el transporte e identificación de membrana celular en organismos eucariotas y procariotas.

## Importancia médica
La fosfomanosa isomerasa podría resultar útil en el desarrollo de nuevos tratamientos antifúngicos, ya que la falta de actividad PMI en células de levaduras tiende a producir lisis de las mismas, por lo que la enzima podría utilizarse como diana para la inhibición. Esto podría ser debido al papel que desempeña la PMI en la formación de las paredes celulares y la biosíntesis de polisacáridos capsulares. Adicionalmente la M6P es una importante molécula de señalización, especialmente para el transporte de lisosomas. Los desórdenes que afectan la actividad MPI pueden afectar la capacidad celular para producir M6P a partir de F6P con rapidez, lo que puede producir alteraciones en el tráfico de los lisosomas y endosomas, causando un potencial impacto negativo en las células.